# Cotylolabium lutzii
Cotylolabium es un género monotípico de orquídeas de hábito terrestre. Su única especie, Cotylolabium lutzii, es originaria de Brasil.

## Descripción
Su morfología se parece a la especie del género Skeptrostachys, que se distingue por el hecho de que el rostelo de las flores no tienen dientes laterales, el pie de la columna es despreciable, y aparentemente no tienen engrosamiento las glándulas nectarias, como el labelo. 

## Distribución y hábitat
Este es un género monotípico cuya única especie, nada llamativa, se encuentra en los estados de Espírito Santo y Minas Gerais de Brasil.  Muestra hábitos terrestres y se producen en los campos abiertos, entre 500 y 1000 metros de altitud.

## Taxonomía
Fue publicado por Garay en Bot. Mus. Leafl. Harvard Univ., 28(4): 307 en 1982. La especie tipo es Cotylolabium lutzii (Pabst) Garay, publicado originalmente como Stenorrhynchos lutzii Pabst. 
Etimología
El nombre del género proviene del latín cotyla = cavidad, y labium = labio, en referencia a la base cóncava del labelo de las flores. 
Sinónimos
- Stenorrhynchos lutzii Pabst, Revista Brasil. Biol. 15: 194 (1955).
- Spiranthes lutzii (Pabst) H.G.Jones, J. Barbados Mus. Hist. Soc. 35: 31 (1975).